# الاودی
الاودی (به لاتین: Alaveddi) یک منطقهٔ مسکونی در سری‌لانکا است که در استان شمالی (سری‌لانکا) واقع شده‌است.